# Bund der Steuerzahler
Le Bund der Steuerzahler (BdS), traduisible en français par Fédération des contribuables, est une association de type groupe de contribuables suisse visant à la défense du contribuable et fondée en 1995. Son siège est à Zurich et elle comporte plusieurs sections cantonales en Suisse alémanique.

## Description
L'association est fondée sur l'article 60 du droit civil suisse.
En 2018, elle comptait près de 2 900 membres0.
Se décrivant comme une association indépendante, elle défend un conservatisme fiscal et des impôts bas et s'oppose à la dette publique et aux hauts salaires des employés administratifs et des membres de l'exécutif en Suisse. Les affiliations des membres du conseil d’administration et l’orientation programmatique de la BdS permettent de reconnaître une proximité étroite avec l'UDC.

## Contexte
Le Bund der Steuerzahler comporte plusieurs sections cantonales pour Berne, Zurich, Bâle, Frauenfeld, Thurgovie, Zug. En Suisse, les associations de contribuables sont surtout cantonales: ainsi, Genève possède l'association genevoise de défense des contribuables et Vaud la Fédération des contribuables depuis 2018.

## Histoire
En 2022, elle lance un projet au parlement visant à redistribuer à l'AVS les revenus que la BNS tire du  taux d'intérêt négatif que les banques payent quand elles placent leur argent à la BNS, ce qui fait gonfler ces bénéfices mais pèse sur les assurances sociales. Thomas Aeschi, président du groupe parlementaire de l'UDC à l'Assemblée fédérale, a annoncé que cette initiative serait soutenue par le groupe.

## Membres connus
Le conseil d'administration du BDS se compose comme suit:
- Alfred Heer, président[7]
- Heinrich Frei, vice-président
- Martin von Reding, trésorier
- Beat Studer, membre
- Cornelia Schaub, membre
- Thomas Fuchs, responsable de la section BdS Bern
- Erich Hess[8].